# Les Vallées de la Vanne
Les Vallées de la Vanne ist eine französische Gemeinde mit 1.012 Einwohnern (Stand 1. Januar 2022) im Département Yonne in der Region Bourgogne-Franche-Comté. Sie gehört zum Arrondissement Sens und zum Kanton Brienon-sur-Armançon.
Les Vallées de la Vanne entstand mit Wirkung vom 1. Januar 2016 als Commune nouvelle durch die Zusammenlegung der früheren Gemeinden Chigy, Theil-sur-Vanne und Vareilles, die seither in der neuen Gemeinde alle über den Status einer Commune déléguée verfügen. Der Verwaltungssitz befindet sich in Theil-sur-Vanne.

## Gliederung
| Ortsteil                          | ehemaliger INSEE-Code | Fläche (km²) | Einwohnerzahl zum 1. Januar 2022 |
| --------------------------------- | --------------------- | ------------ | -------------------------------- |
| Chigy                             | 89107                 | 11,76        | 336                              |
| Theil-sur-Vanne (Verwaltungssitz) | 89411                 | 11,55        | 444                              |
| Vareilles                         | 89429                 | 10,41        | 232                              |

## Lage
Les Vallées de la Vanne liegt etwa 13 Kilometer ostsüdöstlich von Sens an der Vanne. Umgeben wird Les Vallées de la Vanne von den Nachbargemeinden Pont-sur-Vanne im Norden, Les Clérimois im Norden und Nordosten, Foissy-sur-Vanne im Nordosten, Les Sièges im Osten, Vaudeurs im Südosten, Cerisiers und Vaumort im Süden, Noé im Westen sowie Malay-le-Petit und Villiers-Louis im Nordwesten.

## Sehenswürdigkeiten

### Chigy
- Kirche Saint-Loup aus dem 19. Jahrhundert

### Theil-sur-Vanne
- Kirche Saint-Martin
- zerstörte Schlösser Fossemore, La Madeleine und Theil
- Schloss La Grève aus dem 19. Jahrhundert

### Vareilles
- Kirche
- Gutshof Les Prés, Monument historique

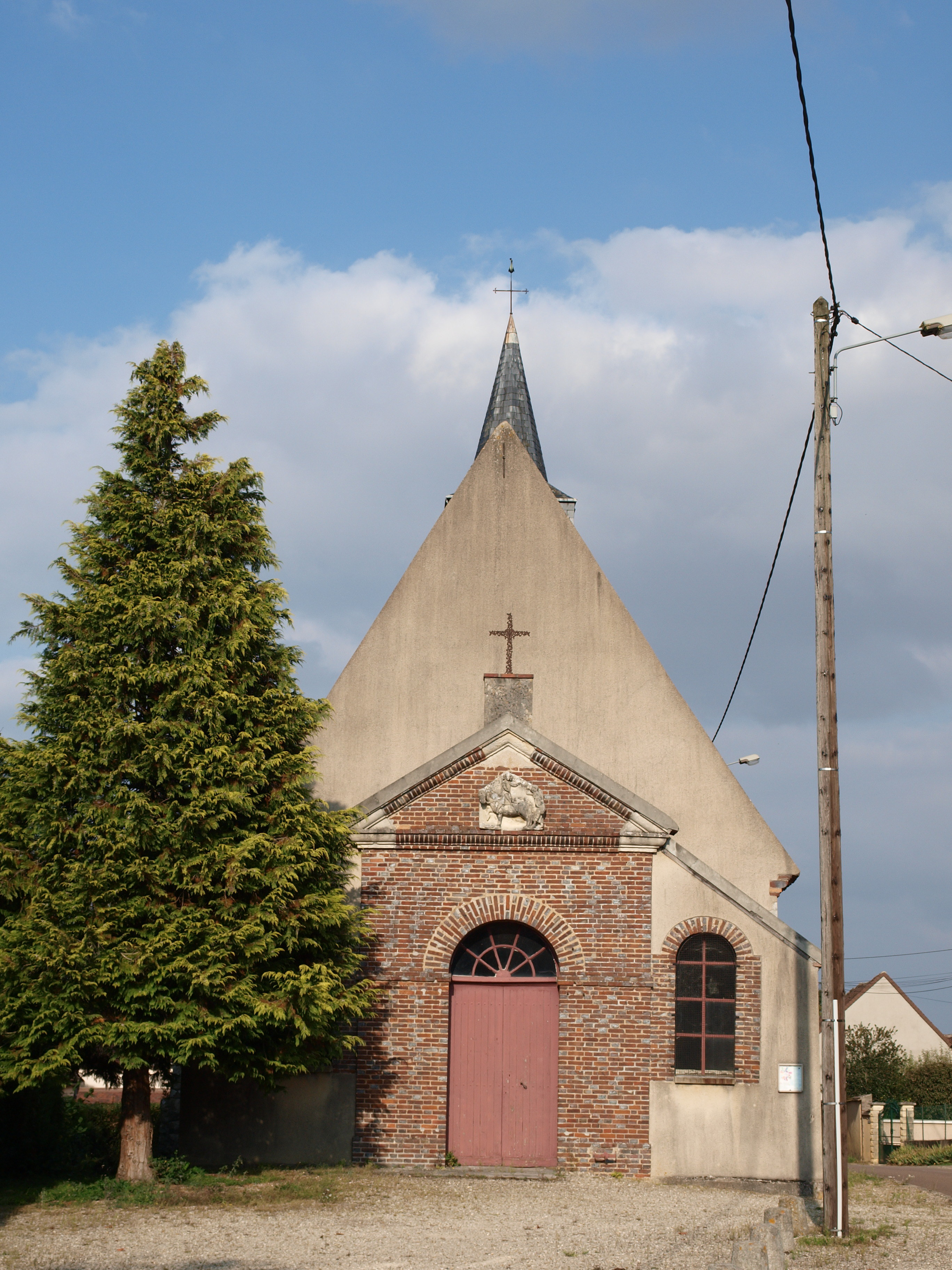
Kirche Saint-Martin in Theil-sur-Vanne
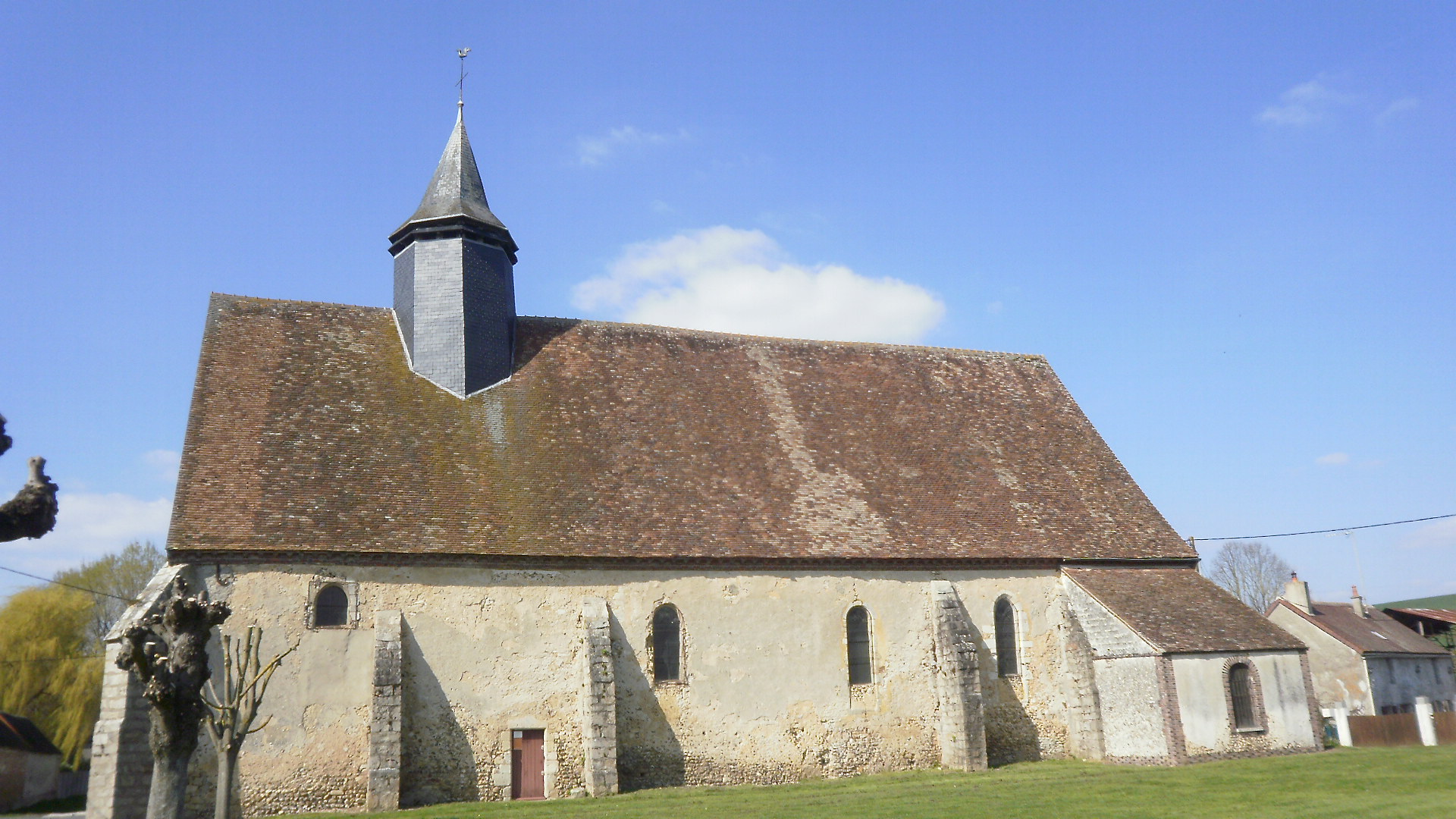
Kirche in Vareilles
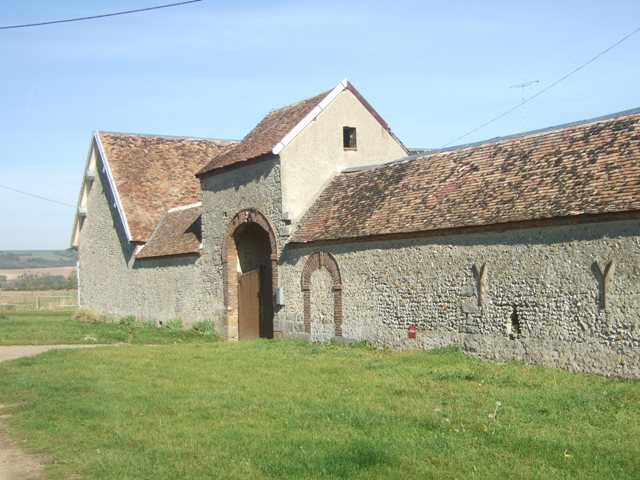
Gutshof Les Prés